# Baldwin's Gate
Baldwin's Gate es una localidad situada en el condado de Staffordshire, en Inglaterra (Reino Unido), con una población estimada a mediados de 2016 de 916 habitantes.
Se encuentra ubicada al noreste de la región Midlands del Oeste, cerca de la frontera con las regiones de Noroeste de Inglaterra y Midlands del Este y a poca distancia al norte de Birmingham.